# 絵戸太郎
絵戸 太郎（えど たろう）は、日本の小説家、ライトノベル作家。

## 来歴
第11回MF文庫Jライトノベル新人賞では『魔法使い（30）とモンスター（♀）』が第三次選考通過していた。
2016年、『テクノマギア・モンスターズ!』で第12回MF文庫Jライトノベル新人賞最優秀賞を受賞した 。

## 作品
- 『境域のアルスマグナ』（『MF文庫J』イラスト：パルプピロシ）

1. 2016年12月23日発売 ISBN 978-4-04-068769-8
2. 2017年3月25日発売 ISBN 978-4-04-069145-9
3. 2017年8月25日発売 ISBN 978-4-04-069346-0

- 『重神機パンドーラ』（『NOVEL 0』原作：河森正治・サテライト）

1. -Before Pandora- 2018年5月15日発売 ISBN 978-4-04-256080-7
2. -After Evolution- 2018年9月15日発売、ISBN 978-4-04-256081-4

- 『あと1ヶ月で転校する僕の青春ラブコメ』（『MF文庫J』イラスト：雪丸ぬん）

1. 2024年2月24日発売 ISBN 978-4-04-683346-4